# Афанасенко, Юрий Александрович
Ю́рий Алекса́ндрович Афана́сенко (бел. Юрый Аляксандравіч Афанасенка; род. 19 августа 1973, Бобруйск, Могилёвская область) — белорусский футболист, вратарь, тренер.

## Биография
Воспитанник бобруйской ДЮСШ-5, тренер — Ю. Ф. Ларченков.

## Карьера
Большую часть карьеры провёл в системе минского «Динамо»ː за первую и вторую команды. Также выступал за брестское «Динамо», бобруйскую «Белшину», «Гомель» и российский клуб «Алания». После окончания карьеры футболиста был тренером вратарей в нескольких белорусских клубов.

## Карьера за сборную
Дебют за национальную сборную Беларуси состоялся 31 июля 1997 года в товарищеском матче против сборной Литвы. Всего Афанасенко провёл за сборную 3 матча.

### Матчи за сборную Беларуси
| № | Дата                 | Оппонент  | Счёт | Пр. голы | Минуты | Соревнование             |
| - | -------------------- | --------- | ---- | -------- | ------ | ------------------------ |
| 1 | 31 июля 1996 года    | Литва     | 2:2  | 1        | 46'    | Товарищеский матч        |
| 2 | 5 января 1997 года   | Египет    | 0:2  | 1        | 17'    | Товарищеский матч        |
| 3 | 8 сентября 1999 года | Швейцария | 0:2  | 2        | 90'    | Отбор ЧЕ-2000 (группа 1) |

Итого: сыграно матчей: 3. Победы: 0, ничьи: 1, поражения: 2. Пропущено мячей: 4. «Сухие» матчи: 0.

## Достижения

### «Динамо» (Минск)
- Чемпион Беларуси: 1992/93, 1993/94, 1994/95, 1995
- Обладатель Кубка Беларуси: 1993/94

### «Гомель»
- Чемпион Беларуси: 2003

### Индивидуальные
- Лучший вратарь (1996)[2]
- В списке 22-х лучших[2]